# Caroline Fisher
Caroline Anna Fisher (9 de noviembre de 1982) es una deportista británica que compitió en taekwondo. Ganó dos medallas en el Campeonato Europeo de Taekwondo, plata en 2008 y bronce en 2012.

## Palmarés internacional
| Campeonato Europeo | Campeonato Europeo       | Campeonato Europeo | Campeonato Europeo |
| Año                | Lugar                    | Medalla            | Categoría          |
| ------------------ | ------------------------ | ------------------ | ------------------ |
| 2008               | Roma (Italia)            | Medalla de plata   | –51 kg             |
| 2012               | Mánchester (Reino Unido) | Medalla de bronce  | –53 kg             |